# هیولت پاکارد
هیولِت پاکارد (به انگلیسی: Hewlett-Packard) شرکت صنایع الکترونیکی و فناوری اطلاعات چندملیتی آمریکایی بود. ساختمان مرکزی این شرکت در سیلیکون وَلی در ایالت کالیفرنیای آمریکا قرار داشت. این شرکت یکی از بزرگ‌ترین شرکت‌های فناوری اطلاعات و تقریباً در همه کشورها فعالیت می‌کرد. اچ‌پی به‌عنوان بزرگ‌ترین تولیدکننده چاپگر و لپ‌تاپ در جهان شناخته می‌شد. در سال ۲۰۱۵ شرکت هیولت-پاکارد منحل به دو بخش اچ‌پی و هیولت پکرد انترپرایز تجزیه شد.

## تاریخچه

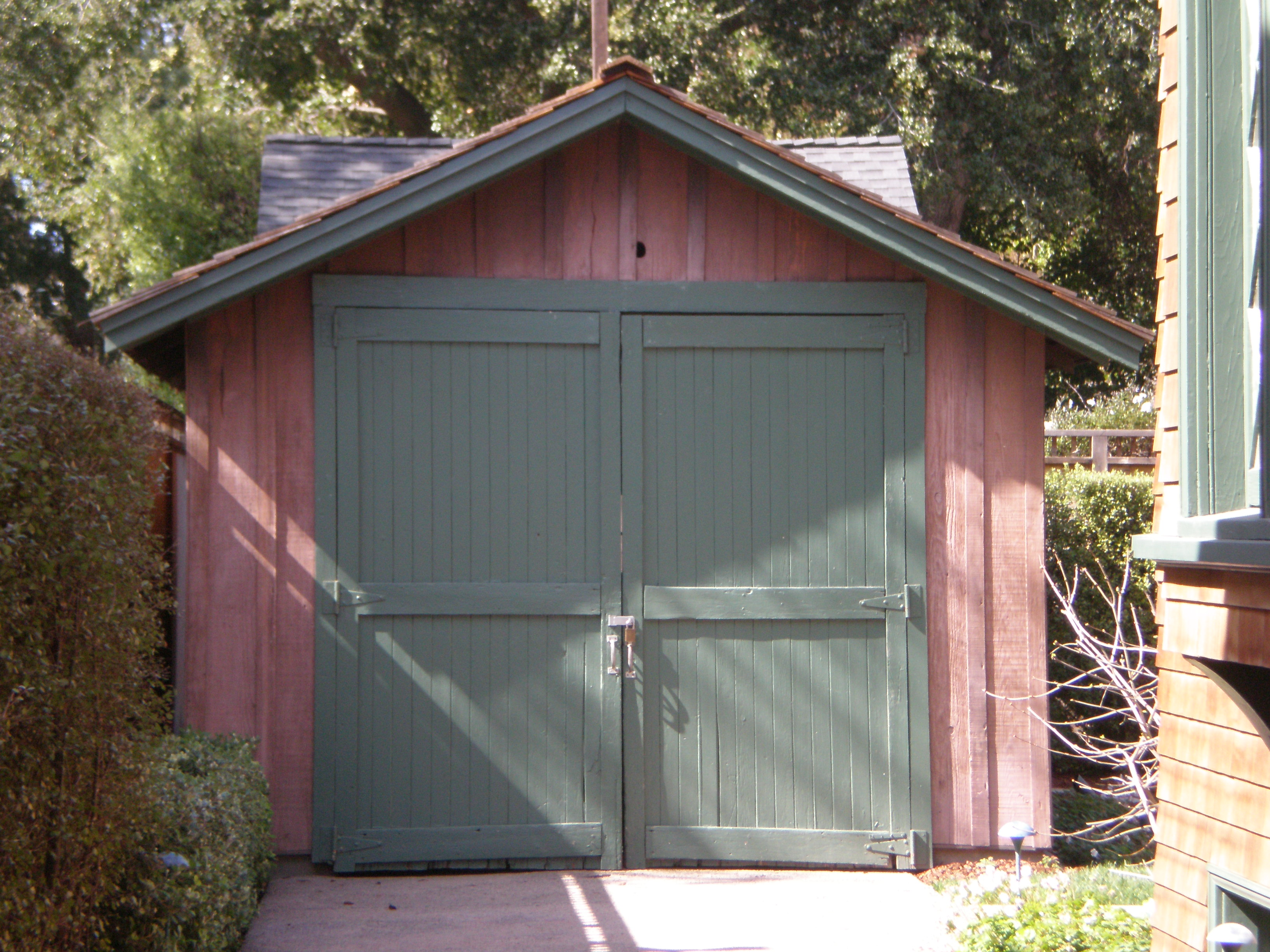
گاراژ کوچکی که هیولت و پاکارد در آن نخستین محصول خود را تولید کردند به عنوان محل تولد سیلیکون ولی شناخته می‌شود.

شرکت هیولت پاکارد را دو دانش‌آموخته از دانشگاه استنفورد به نام‌های دیوید پاکارد و ویلیام ردینگتون هیولت و با سرمایه آغازین ۵۳۸ دلار در گاراژ اچ‌پی پایه‌گذاری کردند. تلاش این دو نفر باعث شد که سرمایه اندک آن‌ها پس از حدود هفتاد سال به ۹۰ میلیارد دلار برسد. اکنون این شرکت در بیشتر از ۱۶۰ کشور جهان فعالیت می‌کند. اچ‌پی در منطقه کالیفرنیا تأسیس شد، شرکتی که سپس ده‌ها و صدها زیرمجموعه برای خودش ایجاد کرد و یکی از قطب‌های بزرگ صنعت رایانه در جهان شد. گاراژ کوچکی که هیولت و پاکارد در آن نخستین محصول خود را تولید کردند به‌عنوان نماد شرکت و زادگاه سیلیکون‌ولی شناخته می‌شود. شرکت اچ‌پی هنوز هم در مسیر تحولات فناوری در صنعت الکترونیک پیشگام است. پس از ادغام این شرکت با شرکت بزرگ کامپک، اچ‌پی توانست در بسیاری از حوزه‌های تولیدی و خدماتی جایگاه برتر را به‌دست‌آورد و با آی‌بی‌ام رقابت کند.
شرکت اچ‌پی به‌عنوان یکی از پیشروهای ساخت و تولید چاپگرهای رنگی و سیاه و سفید میان کاربران جهان دیجیتال شناخته شده‌است. تاریخ پرفراز و نشیب شرکت برای مصرف‌کنندگان محصولات این شرکت نشان‌دهنده نقش مؤثر دو نفر از موفق‌ترین مدیران در قرن گذشته‌است.
در آغاز تاریخ شرکت، دو مؤسس مراحل رسمی مدیریت را تأیید کردند و اچ‌پی نخستین شرکتی بود که از رویکرد «مدیریت بر مبنای هدف» استفاده کرد.
دیوید پاکارد و ویلیام ردینگتون هیولت به «مدیریت با راه رفتن در اطراف» مشهور بودند، و تا آنجا که ممکن است، به منظور درک نحوه عملکرد این شرکت به بیشتر بخش‌ها بدون قرار ملاقات‌ها یا جلسات برنامه‌ریزی‌شده، هر چند وقت یکبار مراجعه می‌کردند تا کارگران خط، بتوانند با مدیران در ارتباط باشند. این شرکت همچنین به یکی از مهم‌ترین مشارکت‌کنندگان سازمان‌های خیریه تبدیل شد و ۴٫۴ درصد سود خود را اهدا کرد.

## شرکت اچ‌پی در دههٔ ۱۹۷۰
اچ‌پی ۳۰۰۰ یک طراحی بر پایه پشتهٔ پیشرفته برای یک سرور محاسباتی بیزینسی می‌باشد که سپس توسط آرای‌اس‌سی‌فناوری مورد تأیید قرار گرفت. سری اچ‌پی ۲۶۴۰ ترمینال‌های هوشمند، رابط‌های بر پایه فرم را برای ترمینال‌های اَسکی معرفی کرده و کلیدهای کاربردی بر پایه صفحه نمایش را ارائه کرده‌اند که اکنون از آن‌ها در پمپ‌های گاز و خودپردازهای بانکی استفاده می‌شود. سری اچ‌پی ۲۶۴۰ دارای یکی از نخستین صفحه نمایش‌های بیتی است که وقتی با مجموعه دستورالعمل‌های آموزشی میکرو کد شده ادغام شد، نخستین برنامهٔ نمایشی ویزی‌وگ به نام برونو را فعال سازی کرد که سپس تبدیل به برنامهٔ اچ‌پی-درو بر روی اچ‌پی ۳۰۰۰ شد. اگرچه نخست این موضوع خنده داری بود، اما اچ‌پی در پایان در زمینهٔ فروش از آی‌بی‌ام بزرگ‌ترین فروشندهٔ فناوری جهان پیشی گرفت.
رایانه شخصی هیولت پاکارد ۹۱۰۰ای که در سال ۱۹۶۸ معرفی شد، نیاز شما را نسبت به رایانه‌های بزرگ رفع می‌کرد.
با این‌که پروگرما ۱۰۱ نخستین سیستم رومیزیِ تجاری بود، اچ‌پی توسط مجلهٔ سیم‌دار به عنوان تولید کنندهٔ نخستین دستگاه به نام رایانه شخصی (هیولت پاکارد ۹۱۰۰ای) در سال ۱۹۶۸ معرفی شد. در سال ۱۹۶۶ در فیرا دی میلانو (در کشور ایتالیا) پروگرما ۱۰۱ به «پرسنل رایانه‌ای» نامگذاری شد. اچ‌پی نام آن را محاسبه گر رومیزی قرار داد، چون همان‌طور که بیل هیولت گفت «اگر ما آن را رایانه خطاب کنیم، ممکن است توسط معلمان رایانه مورد تأیید قرار نگیرد، چون شبیه به یک دستگاه آی‌بی‌ام نیست؛ بنابراین ما تصمیم گرفتیم آن را محاسبه گر بنامیم و همه ابهامات مربوط به آن را برطرف کنیم». یکی از شاهکارهای مهندسی این بود که مدار منطقی آن بدون هیچ مدار مجتمعی ساخته شده بود؛ پردازندهٔ آن کاملاً به صورت مجزا تعبیه شده‌است. صفحه نمایش سی‌آرتی، کارت ذخیره‌سازی مغناطیسی و پرینتر از دیگر مشخصات آن بودند و حدوداً ۵۰۰۰ دلار قیمت داشت.
صفحه کلید ماشین چیزی میان یک ماشین حساب مهندسی و یک ماشین اضافی است. در این دستگاه کیبورد الفبایی وجود ندارد.
استیو وزنیاک بنیان‌گذار شرکت اپل در اصل وقتی در شرکت اچ‌پی کار می‌کرد رایانه اپل آی را طراحی و امتیاز آن را به آن‌ها واگذار کرد، اما آن‌ها این محصول را در بازارهای علمی، کسب‌وکار و صنعتی ارائه نکردند.
شرکت در ازای برخی از محصولات اعتبار جهانی را کسب کرد. آن‌ها در سال ۱۹۷۲ نخستین ماشین حساب الکترونیک دستی علمی (اچ‌پی-۳۵)، در سال ۱۹۷۴ نخستین ماشین حساب دستیِ قابل برنامه‌ریزی (اچ‌پی-۶۵) و در سال ۱۹۷۹ نخستین ماشین حساب الفبایی عددی، قابل برنامه‌ریزی و قابل توسعه (اچ‌پی-۴۱سی) و نخستین ماشین حساب نمادین و گرافیکی را معرفی کردند. اسیلوسکوپ‌ها، تحلیل گرهای منطقی و دیگر ابزارهای اندازه گیریِ آن‌ها مانند ماشین حساب‌های علمی و بیزینسی شان از نظر استحکام و قابلیت استفاده بسیار مشهور هستند (محصولات بعدی در آن زمان جز خط تولید اجِلِنت بودند که سپس تحت عنوان فن‌آوری‌های کیسایت از این مجموعه جدا شدند). در این دوره فلسفهٔ طراحی شرکت به صورت «طراحی برای دوره‌های بعدی» بود.
سری ۹۸ایکس۵ رایانه‌های رومیزیِ تکنیکال در سال ۱۹۷۵ با مدل ۹۸۱۵ رونمایی شدند؛ و سری ۸۰ که ارزان‌تر و جز رایانه‌های تکنیکال بودند در سال ۱۹۷۹ با مدل ۸۵ به بازار آمدند. این ماشین‌ها از یکی از نسخه‌های زبان برنامه‌نویسی بیسیک استفاده می‌کردند که پس از روشن شدن ماشین به سرعت در دسترس قرار می‌گرفتند و از یک نوار مغناطیسی اختصاصی برای ذخیره‌سازی استفاده می‌کردند. رایانه‌های اچ‌پی از نظر قابلیت با نسل‌های بعدی رایانه‌های شخصی آی‌بی‌ام برابری داشتند، با اینکه محدودیت‌های مربوط به فناوری‌های آن زمان باعث شده بود قیمت‌ها بالا بروند.

## شرکت اچ‌پی در دههٔ ۱۹۸۰

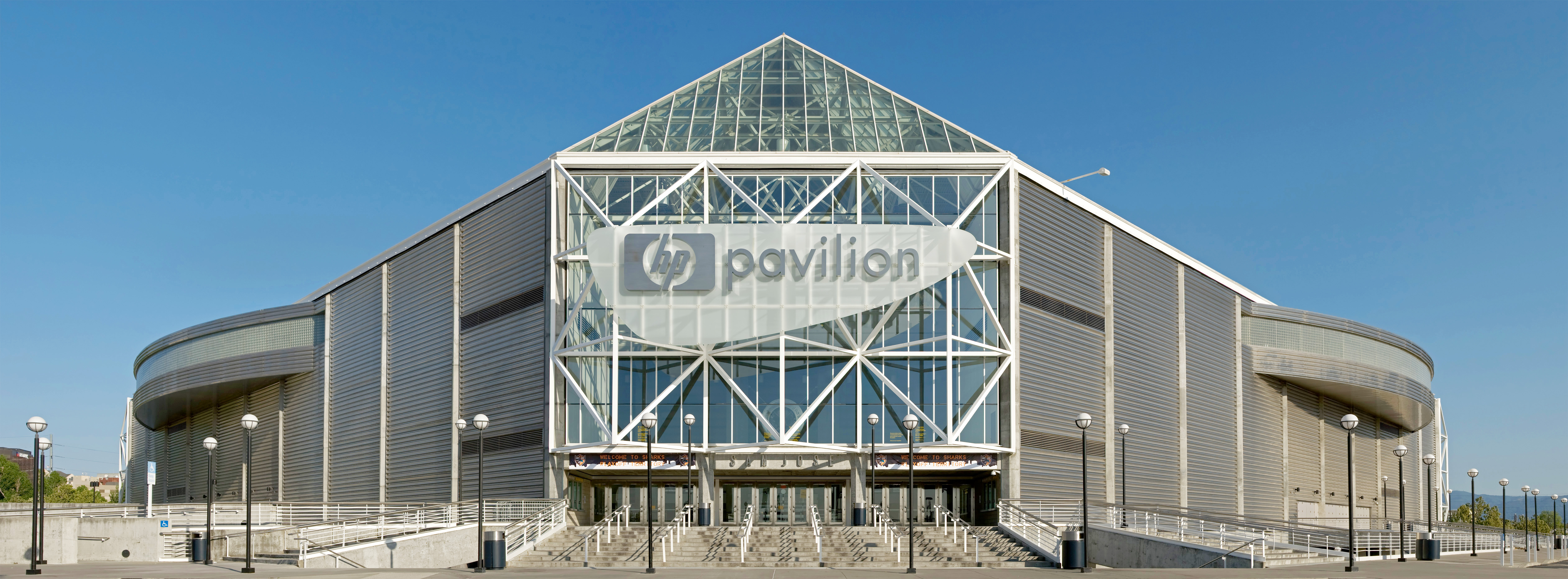
پاویلیون اچ‌پی در سن خوزه (در حال حاضر مرکز اس‌ای‌پی در سن خوزه)، خانه تیم سن خوزه شارک از لیگ ملی هاکی.

در سال ۱۹۸۴، شرکت اچ‌پی پرینترهای جوهرافشان و لیزری را برای سیستم‌های رومیزی معرفی کرد. این محصولات سپس به اسکنر مجهز و کم‌کم دستگاه‌های چندکاره تولید شدند. مهم‌ترین دستگاه‌های موجود در این حوزه عبارت‌اند از پرینترهای تک‌کاره، اسکنر، دستگاه کپی و دستگاه فکس. سازوکارهای چاپ مربوط به پرینترهای لیزریِ بسیار محبوب اچ‌پی تقریباً کاملا وابسته به قطعات شرکت کانن (موتورهای چاپ) هستند که این سازوکارها از فناوری توسعه‌یافته توسط زیراکس استفاده می‌کنند. اچ‌پی سخت‌افزارها، سیستم عامل‌ها و نرم‌افزارهایی را توسعه می‌دهد که داده‌ها را برای سازوکارهای چاپ به نقطه تبدیل می‌کنند.
در تاریخ ۳ مارس ۱۹۸۶، شرکت اچ‌پی دامنهٔ HP.com را ثبت کرد که نهمین دامنهٔ اینترنتی بود که ثبت می‌شد.
در سال ۱۹۸۷، گاراژ پالو آلتو که هیولت و پاکارد کسب‌وکارشان را از آنجا راه‌اندازی کردند به عنوان یکی از نقطه عطف‌های تاریخی ایالت کالیفرنیا در نظر گرفته شد.

## شرکت اچ‌پی در دههٔ ۱۹۹۰
در دههٔ ۱۹۹۰، اچ‌پی خط تولید رایانه‌اش را توسعه داد که در وهلهٔ اول هدفش کاربران دانشگاهی، پژوهش و کسب و کار بود. اچ‌پی از طریق دستاوردهایش رشد بسیاری کرد. این شرکت در سال ۱۹۸۹ شرکت رایانهٔ آپولو و در سال ۱۹۹۵ شرکت کانوکس رایانه را خریداری کرد.
در پایان دهه، اچ‌پی سایت hpshopping.com را به عنوان یک شرکت تابع مستقل برای فروش آنلاین و مستقیم محصولات به مصرف‌کنندگان راه‌اندازی کرد. در سال ۲۰۰۵ این مرکز به ”خانهٔ اچ‌پی و فروشگاه دفتر خانگی” تغییر نام داد.
از ۱۹۹۵ تا ۱۹۹۸، هیولت پاکارد اسپانسر تیم فوتبال انگلیسی تاتنهام هاتسپر بود.
در سال ۱۹۹۹ همهٔ کسب‌وکارهای غیر مرتبط با رایانه، ذخیره‌سازی و تصویرپردازی از اچ‌پی تفکیک شدند تا فناوری‌های اجِلِنت را شکل دهند. اجِلِنت بزرگ‌ترین زیرمجموعهٔ عمومی در تاریخچهٔ سیلیکون است. این مجموعه یک شرکت ۸ میلیارد دلاری با حدود ۳۰۰۰۰ کارمند را راه‌اندازی کرد که کارشان ساخت ابزار علمی، ابزار نیمه‌رسانا، ابزارهای نوریِ شبکه‌ای و تجهیزات الکترونیک تستی برای تلکام و آرانددی بی‌سیم بود.
در ماه ژوئیهٔ سال ۱۹۹۹، اچ‌پی کارلی فیورینا (پیش از ای‌تی‌اندتی و لوسنت) را به عنوان نخستین زن فعال در حوزهٔ سی‌ئی‌او در مجموعهٔ صنعتی داو جونز معرفی کرد. فیورینا پیشنهاد کاریِ بزرگ‌تری را از پیشینیان خود دریافت کرد. در خلال رکود فناوری در آغاز دههٔ ۲۰۰۰ فیورینا به عنوان عامل سی‌ئی‌او به کار گرفته شد و منجر به ادغام با کامپک شد (بر اساس اظهارات سی‌ان‌ان) و این کار باعث به‌کارگیری ۳۰۰۰۰ کارمند آمریکایی شد. شرکت تحت رهبری او دوبرابر شد. هیئت مدیرهٔ اچ‌پی به‌دلیل برخی از اختلاف نظرها در سال ۲۰۰۵ از او خواست که کناره‌گیری کند و او در تاریخ ۹ فوریهٔ ۲۰۰۵ استعفای خود را اعلام کرد.

## شرکت اچ‌پی در سال‌های ۲۰۰۰ تا ۲۰۰۵
در ۳ سپتامبر ۲۰۰۱، اچ‌پی اعلام کرد که با شرکت کامپک بر سر ادغام دو شرکت به توافق رسیده‌است. در مه ۲۰۰۲ پس از رأی‌گیری سهام‌داران، اچ‌پی رسماً با کامپک ادغام شد. پیش از این برنامه‌هایی برای تحکیم تیم‌ها و خطوط تولید در نظر گرفته شده بود.
کامپک پیش‌تر در سال ۱۹۹۸ یک شرکت تجهیزات دیجیتال بود؛ بنابراین اچ‌پی هنوز از محصولات دیجیتال سابق (مدل‌های PDP-11، VAX و آلفاسرور) پشتیبانی می‌کند.
عملیات ادغام پس از مجادله‌هایی با والتر پسر بیل هیولت انجام شد؛ او مخالف با این کار بود. کامپک در سال ۱۹۹۷ سهام شرکت تاندوم رایانه (که کارش را با کارمندان اچ‌پی آغاز کرده بود) و در سال ۱۹۹۸ سهام شرکت تجهیزات دیجیتال را خریده بود. با به‌کارگیری این استراتژی، اچ‌پی تبدیل به یکی از عوامل اصلی در بازارهای سیستم‌های خانگی، لپ تاپ و سرور شده بود. پس از ادغام با کامپک، نماد اچ‌پی‌کیو که ترکیبی از دو نماد پیشین بود و نماد HWP و سی‌پی‌کیو در نظر گرفته شد. این کار برای نشان دادن اهمیت اتحاد این شرکت‌ها و نیز با توجه به واژه‌های کلیدی مربوط به دو شرکت هیولت پاکارد و کامپک (شرکت دوم به خاطر وجود حرف Q بر روی همهٔ محصولاتش معروف شد) انجام شد.
در سال ۲۰۰۴ اچ‌پی سری دی‌وی ۱۰۰۰ را تولید کرد که شامل اچ‌پی پاویلین دی‌وی ۱۶۵۸ و ۱۰۴۰ می‌شد. دو سال بعد در مه ۲۰۰۵ اچ‌پی کمپین خود با شعار «رایانه شخصی است» را راه‌اندازی کرد. کمپین باعث شد تا مسئلهٔ «PC یک رایانهٔ شخصی است» محقق شود. کمپین از روش بازاریابی ویروسی، دیدگاه‌های پیچیده و وبسایت مربوط به خودش (www.hp.com/personal) استفاده می‌کند. برخی از تبلیغات برجستهٔ آن عبارت‌اند از فارل، پترا نمکوا، مارک بورنت ، مارک کوبان، آلیشیا کیز، جی-زی، گوئن استفانی و شان وایت.

## شرکت اچ‌پی در سال‌های ۲۰۰۶–۲۰۰۹
در سال ۲۰۰۶، اچ‌پی چند محصول جدید شامل سیستم‌های رومیزی، نوت‌بوک‌های ارتقا یافته، یک ایستگاه کاری و نرم‌افزار مدیریت آن‌ها که مدیر پیکربندی مشتری نمای‌باز ۲ نام دارد را روانهٔ بازار کرد. در همان سال ارزش سهام اچ‌پی به دلیل رسیدن به نتایج خوب در چهار ماه آخر سال بر اساس برنامهٔ هاد و کاهش نیروی کار و هزینه‌ها، بالا رفت.
در ماه ژوئیهٔ سال ۲۰۰۷، اچ‌پی توافقنامه‌ای را مبنی بر به دست آوردن اوپی‌اسوار در یک مناقصه به ارزش هر سهم ۱۴٫۲۵ دلار امضا کرد. این باعث ادغام نرم‌افزار اوپی‌اسوار با نرم‌افزار سازمانی فناوری اطلاعات مدیریت اوراکل شد.
در سال‌های آغازین که هاد نقش جدید خودش را ایفا می‌کرد، قیمت سهام اچ‌پی بیش از دو برابر رشد کرد. با پایان سال مالی ۲۰۰۷، اچ‌پی برای نخستین بار ۱۰۰ میلیارد دلار فروش داشت. درآمد سالانهٔ شرکت به ۱۰۴ میلیارد دلار رسید و بر آی‌بی‌ام رقیب خود غلبه کرد.
در ۱۳ مه ۲۰۰۸، اچ‌پی و سیستم‌های الکترونیکی داده (ئی‌دی‌اس) اعلام کردند که یک توافق‌نامه مبنی بر خرید سهام ئی‌دی‌اس توسط شرکت اچ‌پی امضا کرده‌اند. در ۳۰ ژوئن، اچ‌پی اعلام کرد که دورهٔ انتظار قوانین بهبود ضد انحصاری هاد-اسکات-رودینو مربوط به سال ۱۹۷۶ به پایان رسیده‌است. «برای انجام معاملات هنوز نیاز به تأییدیهٔ ئی‌دی‌اس سهامداران و ترخیص کالا از کمیسیون اروپایی و دیگر مراجع قضایی غیر آمریکایی است و این معاملات با توجه به تأیید یا لغو شرایط موجود در توافقنامه انجام می‌شود». توافق در ۲۶ اوت ۲۰۰۸ با رقم ۱۳ میلیارد دلار نهایی و اعلام شد که ئی‌دی‌اس دوباره تحت عنوان «ئی‌دی‌اس یک شرکت مربوط به اچ‌پی» تولید خود را انجام می‌دهد. در ۱۵ سپتامبر ۲۰۰۸ عملیات اخراج ۲۴۶۰۰ از کارگران پیشین ئی‌دی‌اس انجام شد (بر اساس گزارش سالیانهٔ سال ۲۰۰۸ این رقم تا پایان سال ۲۰۰۹ به ۲۴۷۰۰ نفر می‌رسد). از تاریخ ۲۳ سپتامبر ۲۰۰۹ ئی‌دی‌اس به عنوان خدمات سازمانی اچ‌پی شناخته شد.
در ۱۱ نوامبر ۲۰۰۹، ۳کام و هیولت پاکارد اعلام کردند که هیولت پاکارد سهام ۳کام را به ارزش ۲٫۷ میلیارد دلار می‌خرد. این معامله یکی از بزرگ‌ترین معاملاتی است که توسط غول‌های فناوری در راستای یکپارچه شدن انجام شد. از زمان شروع بحران‌های مالی در سال ۲۰۰۷، غول‌های فناوری پیوسته فشاری فراتر از بازارهای کنونی شان احساس می‌کردند. شرکت دل به منظور دستیابی به حوزه‌های کسب‌وکاری که پیش‌تر در تصاحب آی‌بی‌ام بود، سهام شرکت سیستم‌های پرو را خریداری کرد. واپسین اقدام هیولت پاکارد تصاحب بازار دیتای شبکه‌های سازمانی بود که تحت سلطهٔ سیسکو قرار داشت.

## شرکت اچ‌پی در سال‌های ۲۰۱۰–۲۰۱۲
در ۲۸ آوریل ۲۰۱۰، شرکت پام و هیولت پاکارد اعلام کردند که اچ‌پی قصد خرید پام را با ارزش ۱٫۲ میلیارد دلار دارد. پیش از این خبر شایع شده بود که ممکن است اچ‌تی‌سی، دل، پژوهش در حرکت یا اچ‌پی ممکن است سهام پام را بخرند. با اضافه شدن گوشی‌های پام به خط تولید اچ‌پی، این شرکت این گوشی‌ها را همراه با گوشی‌های سری آی‌پی‌ای‌کیو به فروش می‌رساند اما از آنجایی که گوشی‌های آی‌پی‌ای‌کیو فروش خوبی نداشت پام توانست حضور اچ‌پی در بازار گوشی را بسیار پررنگ‌تر کند. خرید پام مجموعه‌ای از امتیازات با ارزش را همراه با سیستم عامل موبایل به نام وب‌اواس برای اچ‌پی به ارمغان آورد. در تاریخ ۱ ژوئیهٔ ۲۰۱۰، مالکیت پام نهایی شد. خرید وب‌اواس مربوط به پام باعث ایجاد یک شرط‌بندی بزرگ در راستای ایجاد اکوسیستم اچ‌پی شد. در تاریخ ۱ ژوئیهٔ ۲۰۱۱، اچ‌پی نخستین تبلت خودش به نام تاچ‌پد را تولید کرد که سیستم عامل آن وب‌اواس بود. در ۲ سپتامبر ۲۰۱۰، اچ‌پی با پشت سر گذاشتن دل برندهٔ مناقصهٔ ۳پار به ارزش هر سهم ۳۳ دلار (جمعا ۲٫۰۷ میلیارد دلار) شد. اچ‌پی پس از به دست آوردن پام، برند کامپک را نیز خریداری کرد.
در ۶ اوت ۲۰۱۰، مدیرعامل شرکت مارک هرد در میان بحث‌ها استعفای خود را اعلام کرد و مدیر مالی موقت کتی لزجاک مسئولیت مدیر عامل موقت را به عهده گرفت. هرد به خوبی اچ‌پی را اداره و تبدیل به یکی از ستاره‌های مدیرعاملان سیلیکون ولی شده بود. در زمان مدیریت او، اچ‌پی از نظر درآمد تبدیل به بزرگ‌ترین شرکتِ رایانه شده بود. در آن زمان او متهم به آزار و اذیت جنسی یکی از همکارانش شد. پژوهش‌ها منجر به سؤالاتی در مورد ۱۰۰۰ تا ۲۰۰۰۰ دلار هزینه‌های خصوصی او و عدم افشاگری روابط دوستانهٔ او شد. از برخی از مشاهدات این‌گونه می‌توان استدلال کرد که هرد بی‌گناه است، اما هیئت مدیره استعفای او را خواستار شدند. تحلیل‌های عمومی به دو صورت انجام شدند؛ برخی از افراد این اقدام اچ‌پی در راستای رسیدگی به بی‌نظمی‌ها را مورد ستایش قرار دادند و برخی نیز آن را یک اقدام پرهزینه و ناخوشایند در راستای از میان بردن یک مدیر زحمت‌کش تلقی کردند. در شرکت اچ‌پی، هرد بر مجموعه‌ای از بخش‌ها که ارزشی معادل با ۲۰ میلیارد دلار دارند، نظارت می‌کند. این کار شرکت را قادر ساخت تا خدمات مربوط به تجهیزات شبکه‌ای و گوشی‌های هوشمند را توسعه دهد. ارزش سهام اچ‌پی پس از چند ساعت معامله ۸٫۴٪ سقوط و در ظرف ۵۲ هفته (یک سال) ۹ میلیارد دلار از دارایی آن کاسته شد. لری الیسون که هیئت مدیرهٔ اچ‌پی قصد برکناری او را داشت عنوان کرد که «هیئت مدیرهٔ اچ‌پی بدترین تصمیم را گرفته‌اند؛ این در صورتی است که سال‌ها پیش آن‌ها استیو جابز را از اپل اخراج کردند».
در ۳۰ سپتامبر ۲۰۱۰، لئو آپاتکر مدیرعامل و رئیس اچ‌پی شد. انتصاب آپاتکر باعث بروز یک واکنش قوی از سوی لری الیسون مدیر اجراییِ اوراکل شد؛ وقتی یکی از شرکت‌های تابعهٔ اس‌ای‌پی از نرم‌افزار اوراکل سرقت کرد او مسئول آن شرکت بوده و به همین دلیل لری الیسون از او شکایت کرده‌است. اس‌ای‌پی این شرکت را پذیرفت که اکنون بسته شده و مالکیت معنوی اوراکل را به‌طور قانونی به دست آورده. پس از خروج هاد، اچ‌پی در بازار با مشکل روبرو شده و در حال سقوط بود و برای کار در بازارهای جدید مثل بازار خدمات سیار با مشکل مواجه شده بود. استراتژی آپاتکر به‌طور عمده مرتب‌سازی سخت‌افزار و انتقال به خدمات نرم‌افزاری سودآورتر است. در ۱۸ اوت ۲۰۱۱، اچ‌پی اعلام کرد که قصد دارد از بازار تلفن هوشمند و رایانه و تبلت کناره‌گیری و بر روی «اولویت‌های استراتژیک محیط ابری، راه حل‌ها و نرم‌افزارهای متمرکز بر روی بازارهای شرکتی، تجاری و دولتی» تمرکز کند. آن‌ها نیز بخش فروش رایانه‌های شخصی را در نظر داشتند و می‌خواستند یک بخش جداگانه برای آن ایجاد کنند. می‌خواستند از بازار رایانهٔ شخصی خارج و در عین حال به فروش سرورها و دیگر تجهیزات مربوط به مشتریان تجاری ادامه دهند. این استراتژی بود که پیش از آن توسط آی‌بی‌ام در سال ۲۰۰۵ به کار گرفته شده بود.
وقتی شرکت اچ‌پی تصمیمات جدیدش را اعلام کرد سهام آن حدوداً ۴۰ درصد کاهش یافت (تنها در روز ۱۹ اوت ۲۰۱۱ ارزش سهام ۲۵٪ پایین آمد). تصمیمات جدید عبارت بودند از: متوقف کردن وب‌سایت تجاری (مربوط به تلفن‌های همراه و رایانه‌ها و تبلت‌ها)، فروش بخش مربوط به سیستم‌های شخصی (زمانی که اچ‌پی بزرگ‌ترین تولیدکنندهٔ رایانه‌های شخصی در جهان بود). تحلیل‌گرهای رسانه اقدامات اچ‌پی را به یک «تغییر استراتژی» و یک «هرج و مرج» برای تغییر موقعیت سریع و افزایش درآمد استنتاج کرده‌اند.
در ۲۲ سپتامبر ۲۰۱۱، هیئت مدیرهٔ اچ‌پی، مدیر اجرایی‌اش را اخراج و یکی از اعضای هیئت مدیره و مگ ویتمن رئیس پیشین ئی‌بی را جایگزین او کرد. همچنین ریموند جی لین به عنوان مدیر اجرایی او در نظر گرفته شد. اگرچه آپاتکر تقریباً ۱۰ ماه خدمت کرده بود، اما در جریان جبران خسارت حدود ۱۳ میلیون دلار دریافت کرده بود. اچ‌پی در دوران خدمت او بیش از ۳۰ میلیارد دلار را در بازار سرمایه از دست داده بود. چند هفته بعد، اچ‌پی اعلام کرد بر اثر یک بررسی به این نتیجه رسیده که بخش پی‌سی بیش از حد یکپارچه بوده و این بخش برای عملیات تجاری یک بخش حیاتی محسوب می‌شود و شرکت تصمیم دارد یک بخش جدید به عنوان گروه سیستم‌های شخصی را ایجاد کند. یک سال بعد در نوامبر ۲۰۱۲، در جریان مستقل شدن ۹ میلیارد دلار خسارت وارد شد که این موضوع بسیار مورد دادرسی قرار گرفت. در این جریان اچ‌پی مدیریت پیشین فرایند پروژهٔ تفکیک را به فساد مالی متهم کرده و آن‌ها را در هر دو کشور به مراجع قضایی فراخوانی کرده‌است و در همین راستا مدیریت پیشین فرایند پروژهٔ تفکیک، اچ‌پی را به سوء استفاده از «تکسبوک» برای محافظت مدیران در برابر انتقاد و سرزنش، اطلاع پیشین از موقعیت مالی جریان تفکیک و سوء مدیریت جریان تفکیک متهم کرد.
در ۲۱ مارس ۲۰۱۲، اچ‌پی اعلام کرد بخش‌های مربوط به پرینت و سیستم‌های شخصی تبدیل به یک بخش واحد شده و رهبری آن به تاد بردلی از بخش پی‌سی سپرده می‌شود. مدیر بخش چاپگرها ویومش جوشی از شرکت جدا می‌شود.
در ۲۳ مه ۲۰۱۲، اچ‌پی پس از کاهش ۳۱ درصدی سودش در سه ماههٔ دوم ۲۰۱۲ اطلاعیهٔ اخراج تقریباً ۲۷۰۰۰ کارمندش را اعلام کرد. کاهش سود با توجه به رشد محبوبیت گوشی‌های هوشمند، تبلت‌ها و دیگر دستگاه‌های سیار اتفاق افتاد که باعث کاهش فروش سیستم‌های شخصی شد.
در ۳۰ مه ۲۰۱۲، اچ‌پی از نخستین مرکز دادهٔ انرژیِ خالص صفرش رونمایی کرد. مرکز دادهٔ اچ‌پی طرحش استفاده از انرژی خورشیدی و دیگر منابع تجدیدپذیر به جای شبکه‌های برق سنتی بود.
در ۱۰ ژوئیهٔ ۲۰۱۲، مشخص شد که نرم‌افزار نظارت بر سرور اچ‌پی یک آسیب‌پذیری امنیتیِ ناشناخته دارد. یک هشدار امنیتی در مورد دو تهدید به مشتریان داده و یک پَچ جدید منتشر شد. یک ماه بعد، به منظور نشان دادن آسیب‌پذیری، سایت رسمی مرکز آموزش اچ‌پی توسط یک هکر پاکستانی به نام «هیتچر» هک و محو شد.

## شرکت اچ‌پی در سال‌های۲۰۱۳–۲۰۱۵[۳]
در ۳۱ دسامبر ۲۰۱۳، اچ‌پی اعلام کرد شمار شغل‌هایی که تا اکتبر ۲۰۱۴ ایجاد می‌کند از ۲۹۰۰۰ به ۳۴۰۰۰ عدد می‌رسد. شمار شغل‌ها تا پایان سال ۲۰۱۳ به ۲۴۶۰۰ رسید. در پایان سال ۲۰۱۳ شرکت ۳۱۷۵۰۰ کارمند داشت. در ۲۲ مه ۲۰۱۴ اچ‌پی اعلام کرد می‌خواهد علاوه بر ۳۴۰۰۰ شغلی که در ۲۰۱۳ اعلام کرد، ۱۱۰۰۰ تا ۱۶۰۰۰ شغل دیگر نیز ایجاد کند. در آن زمان مدیر عامل شرکت، مگ ویتمن اعلام کرد «ما می‌خواهیم کم‌کم شرکت اچ‌پی را به یک شرکت جالب‌تر، کم‌هزینه‌تر، پرمشتری‌تر و شریک‌محورتر تبدیل کنیم که بتواند در حوزهٔ متغیر آی‌تی موفق‌تر باشد».
در ژوئن ۲۰۱۴ و در خلال عملیات اچ‌پی دیسکاور در لاس وگاس، مگ ویتمن و مارتین فینک پروژه‌ای را برای یک معماری کاملاً جدید رایانه‌ای به نام دماشین رونمایی کردند. این پروژه بر پایهٔ خواص ممریستور و سیلیکون فوتونیک‌ها بود و قرار بود پیش از پایان دهه در حوزهٔ تجاری مورد استفاده قرار گیرد، این در حالی بود که ۷۵ درصد از فعالیت‌های پژوهشی در آزمایشگاه‌های شرکت، مربوط به همین پروژه بود.
در ۶ اکتبر ۲۰۱۴، هیولت پاکارد اعلام کرد که یک طرح برای تقسیم شرکت به دو بخش سیستم‌های شخصی و پرینترها دارد. این عملیات که نخست توسط روزنامهٔ وال‌استریت ژورنال اعلام و سپس توسط دیگر رسانه‌ها تأیید شد، باعث ایجاد دو شرکت معاملاتیِ معروف می‌شد: شرکت هیولت پکرد انترپرایز و شرکت اچ‌پی اینک. مگ ویتمن ریاست شرکت اچ‌پی را بر عهده داشت؛ و پاتریشیا روسو مدیرعامل هیولت پاکارد رئیس این شرکت شد. دیون وایسلر هم مدیر عامل اچ‌پی شد.
در ۲۹ اکتبر ۲۰۱۴، هیولت پاکارد رایانهٔ شخصی جدیدش به نام اسپروت را معرفی کرد. در مه ۲۰۱۵، شرکت می‌خواست کنترل ۵۱ درصد از سهام خودش را به ارزش ۲٫۴ میلیارد دلار به یک شرکت چینی به نام چینگهوا یونیگریپ واگذار کند.
همان‌طور که از پیش اعلام شد در ۱ نوامبر ۲۰۱۵ هیولت پاکارد نامش را به اچ‌پی تغییر داد؛ و شرکت هیولت پاکارد به صورت یک شرکت تازه تأسیس کار خود را شروع کرد. به همین دلیل اچ‌پی قیمت سهام هیولت پاکارد و نماد آن (اچ‌پی‌کیو) را حفظ کرد و شرکت هیولت پاکارد معاملاتش را با استفاده از همان نماد خود (اچ‌پی‌ئی) انجام می‌داد.

## محصولات
محصولات اصلی شرکت اچ‌پی شامل چاپگر، سِرور، رایانه‌های قابل حمل (لپ‌تاپ)، تلفن‌های همراه هوشمند (موبایل) و لوح‌های رایانه (تبلت) و نرم‌افزارهای مدیریت شبکه و تجهیزات شبکه همچون سرورها و ذخیره ساز ها بود.
نخستین محصول ساخت شرکت اچ‌پی یک نوسان‌ساز بود که با ایدهٔ بیل هیولت در دانشگاه استنفورد و در پایان دههٔ ۱۹۳۰ شکل گرفت. نوسان‌سازی که همهٔ رقبا را از نظر کیفیت و قیمت کنار زد.